# TSV Bad Friedrichshall
Der TSV Bad Friedrichshall war ein deutscher Sportverein mit Sitz in der ehemaligen baden-württembergischen Gemeinde Kochendorf, welche heute ein Teil von Bad Friedrichshall im Landkreis Heilbronn ist.

## Geschichte

### Gründung bis Zweiter Weltkrieg
Der Verein wurde am 24. Juni 1898 als Turnverein Kochendorf gegründet. Aus einem Teil des Vereins entstand im Jahr 1907 der „Freie Turnverein“ Kochendorf, ein Jahr später gründete sich zudem noch der Radfahrverein „Solidarität“ Kochendorf. Nach dem Ende des Ersten Weltkriegs beinhaltete der Verein die Abteilungen Turnen, Faustball und Leichtathletik. Im Jahr 1919 kam erstmals auch der Fußball in der Gemeinde, jedoch bot der Turnverein hierfür keine eigene Abteilung an. Somit waren mehrere Mitglieder in dieser Zeit ebenso Mitglied beim neu gegründeten Sportverein Kochendorf. Am 4. Juni 1921 schlossen sich beide Vereine dann aber doch zu einem Verein zusammen. Welcher nun den Namen TSV Kochendorf tragen sollte. Bereits im Jahr 1927 gründete sich mit Sportfreunde Kochendorf aber noch ein weiterer Sportverein in der Gemeinde. Nach der Machtergreifung der Nationalsozialisten im Jahr 1933 ging aber auch dieser Verein in den TSV über.

### Nachkriegszeit
Die Fußballer nahmen nach dem Ende des Zweiten Weltkriegs zuerst wieder den Spielbetrieb auf. In dieser Zeit wurde auch eine regional relativ erfolgreiche Handball-Abteilung gegründet. Der steile Aufstieg der Fußballer endete schließlich in der Saison 1955/56, der 1. Amateurliga Württemberg, welche zu dieser Zeit die dritthöchste Liga in Deutschland darstellte. Mit 26:34 konnte über den neunten Platz auch die Klasse gehalten werden. Nach einer weiteren Saison, die in gleichen Gefilden endete, reichte es am Ende der Spielzeit 1957/58 mit 25:43 Punkten nur noch für den 16. Platz, womit die Mannschaft wieder absteigen musste. Bei einer Jahreshauptversammlung am 22. Februar 1969 wurde die Umbenennung in TSV Bad Friedrichshall beschlossen.
Bereits Im Jahr 1992/93 wurde über eine Fusion des Vereins mit dem TSV Jagstfeld und dem TSV Hagenbach nachgedacht. Bei Mitgliederversammlung Ende März 1996 wurde mit großer Mehrheit die Fusion der drei Vereine zum neuen FSV Friedrichshaller Sportverein beschlossen.

## Bekannte Fußballspieler
- Werner Habiger (1957–2016), Spieler in der Jugend und später beim VfR Heilbronn